# 川口進
川口 進（かわぐち すすむ）は、日本のソングライター、編曲家、音楽プロデューサー。

## 略歴
中学生からギターを始め、18歳で音楽専門学校へ入学。
2001年にユニット・Emilyで『G-SAVIOUR』のエンディングテーマ「Orb」を担当。その後、作詞・作曲・編曲家に活動の場を移し、Leadのアルバム『BRAИD ИEW ERA』収録の「果てしなく広いこの世界の中で」で作家デビューする。
2009年夏、ギタリスト・作曲家のSASUKEと共にギターデュオ・KAMU-NAVI（カムナビ）を結成。

## 提供した主な楽曲

### アーティスト
- Arvingarna
  - 「Jag tror på oss igen」(共作曲)
- 安倍なつみ
  - 「I'm in Love」(作曲)
- 安室奈美恵
  - 「Showtime」(共作曲)
- イ・ジョンヒョン
  - 「Heavy World」(作曲)
- 岩田光央
  - 「希望の旗」(作曲)
- SKE48
  - 「Speak honestly」(共作曲/編曲)
- FTISLAND
  - 「I believe myself」(共作曲)
- Emii
  - 「Another Sky」(作曲)
  - 「Be With You」(作曲)
- WONBIN
  - 「2 GO」(共作曲)
- 笠原涼二
  - 「愛するために生まれてきたよ」(作曲)
  - 「愛する人へ」(作曲)
  - 「消えない星」(共作詞/作曲)
  - 「君との約束」(共作詞/作曲)
- きっす。
  - 「Girl's Spot」(共作曲)
- club Prince
  - 「シ♂ゲ♀キ」(作曲)
- 郷ひろみ
  - 「Reverse ～どうしてこんなに～」(作曲)
  - 「Somebody stop me」(作曲)
- 櫻坂46
  - 「君のことを想いながら」(作曲)
- 3LDK
  - 「トライアングル」(共作曲)
- 私立恵比寿中学 crossover
  - 「Kindness」(作詞/作曲)
- 聖Smily学園
  - 「永遠… ～白虎隊 志士異聞記～ featuring 聖Smiley学園」(作曲)
- SHU-I
  - 「Brand New Page」(作曲)
- JONTE
  - 「Am I in Love?」(作曲)
- John-Hoon
  - 「シリウス」(作曲)
  - 「Last Summer」(共作詞/作曲)
  - 「Smile」(共作詞/作曲)
- 末吉秀太
  - 「Switch」(共作曲)
- 高野洸
  - 「Can't Keep it Cool」(作曲)
  - 「You've broken my heart」(作曲)
  - 「TOO GOOD」(共作曲)
  - 「AIRPLANE」(共作曲)
  - 「モノクロページ」(共作曲)
  - 「It's my bad」(共作曲)
- 谷本貴義
  - 「ミステイク」(作曲)
- 玉木宏
  - 「Memorize」(作詞/作曲)
- TWiN PARADOX
  - 「一回死んだようなもんじゃない」(共作曲/編曲)
- DISH//
  - 「It's alright」(作曲)
- 天才凡人
  - 「スノードーム」(共作曲)
- TWICE
  - 「LUV ME」(共作曲)
- ナナムジカ×のだめオーケストラ
  - 「Sora」(作曲)
- 新田純一
  - 「祈り」(作曲)
- 乃木坂46
  - 「不道徳な夏」（共作曲）
- パク・ボゴム
  - 「輝く未来」(作詞/作曲/編曲)
- はちきんガールズ
  - 「雨のガールズ」(作曲)
- 日向坂46
  - 「Instead of you」(共作曲 / 坂室賢一と共作)
  - 「Love yourself!」(共作曲 / 草川瞬、佐原康太と共作)
- 樋井明日香
  - 「君がいた場所」(作曲)
- FREEDOM CRY
  - 「消えない涙」(作詞/作曲)
- mihimaru GT
  - 「ビバケーション」(共作曲)
- 柚希礼音
  - 「REON JACK」(共作曲)
  - 「Maybe If…」(共作曲)
- Lead
  - 「果てしなく広いこの世界の中で」(作詞/作曲)
  - 「Best of My Lover」(作詞/作曲)
- Rain Tree
  - 「つまり」(作曲/編曲)

### ジャニーズ事務所関連
- SMAP
  - 「Breaking Dawn」(作曲)
- V6
  - 「一生で最後の恋」(作曲)
  - 「BEAT OF LIFE」(共作曲/編曲)
  - 「僕たちの明日」(共作曲/編曲)
  - 「Timeless」(共作曲)
  - 「不惑」- 20th Century (共作曲)
  - 「意味のないドライブ」(共作曲)
- KinKi Kids
  - 「naked mind」(共作曲)
  - 「光の気配」(共作曲)
  - 「Day By Day」(共作曲/編曲) - 堂本光一
  - 「Loving You Slowly」(共作曲/編曲) - 堂本光一
- 嵐
  - 「Hit the floor」- 大野智 (共作曲)
  - 「Starlight kiss」(共作曲/編曲)
  - 「Road to Glory」(作曲)
  - 「ミラクル・サマー」(共作曲)
  - 「伝えたいこと」(共作曲)
  - 「Sounds of Joy」(共作曲)
- KAT-TUN
  - 「Ask Yourself」(作詞)
  - 「Brand New Me」(共作曲)
  - 「Reflect Night」(共作曲)
  - 「クロサンドラ」(共作曲)
- NEWS
  - 「Love Melodies」(共作曲)
  - 「whis･per」(共作曲)
- タッキー&翼
  - 「夏の風」(共作詞/作曲)
  - 「Rainy Memories」- 今井翼 (作曲/編曲)
  - 「WonderlanDream」(共作曲)
- 関ジャニ∞
  - 「Cannonball」(共作曲)
- Hey! Say! JUMP
  - 「切なさ、ひきかえに」(共作曲)
  - 「コンパスローズ」(共作曲)
  - 「3月14日～時計」(共作曲/編曲)
  - 「灼熱の夢」(共作曲)
  - 「Smile in Summer」(共作曲)
  - 「キミアトラクション」(共作詞/共作曲)
  - 「パリーモンスター」- Hey! Say! 7 (共作曲)
  - 「ワンダーロード」(共作曲)
  - 「Give Me Love」(共作曲)
  - 「僕とけいと」(共作曲)
  - 「女王蜂」(共作曲)
  - 「題名の無い物語」- 髙木雄也(共作曲)
  - 「Love Equation」(共作曲)
- Kis-My-Ft2
  - 「Crazy My Dream」- 玉森裕太 (共作曲)
  - 「Holy night with you」(作詞/共作曲)
  - 「One Kiss」(共作曲)
  - 「Clap-A-Holics」- 玉森裕太 (共作曲)
  - 「セルフィー」(共作曲)
  - 「青春 Don't Stop!!」(共作曲)
  - 「冒険者へ」(作曲)
  - 「MAHARAJA」(共作曲・編曲)
  - 「ENDLESS SUMMER」(共作曲)
  - 「Let you go」(作詞/共作曲/編曲)
- Sexy Zone
  - 「Silver Moon」(共作曲)
  - 「おなじ空の下」- 佐藤勝利(共作曲)
  - 「We Gotta Go」(共作曲)
  - 「King & Queen & Joker」(共作曲)
  - 「男 never give up」(共作曲)
  - 「Black Cinderella」(共作曲)
  - 「トラフィックジャム」(共作曲)
  - 「一歩ずつ ～Walk On The Wild Side～」(共作曲)
  - 「Trophy」(共作曲)
  - 「Make my day」(共作曲)
  - 「24-7 ～僕らのストーリー～」(共作曲)
  - 「Celebration!」(共作曲)
  - 「Sweety Girl」(共作曲)
  - 「Like a fighter」（共作曲/編曲）
  - 「Break out my shell」- 松島聡 (共作曲)
  - 「Mermaid」- 松島聡 (共作曲)
  - 「Deja-vu」- マリウス葉 (共作曲)
  - 「君らしくない一日をボクと」(共作曲)
  - 「アナタノセイデ」 (共作曲/編曲)
  - 「PEACH!」(共作曲)
  - 「Ignition Countdown」(共作曲)
  - 「UNSTOPPABLE」(共作曲)
  - 「星の雨」(共作曲)
  - 「ベイビーロマンチカ」(共作曲)
  - 「My sweet heart My sweet love」(作曲)
  - 「ゼンゼンカンケイナイ」(作曲)
  - 「ダヴィンチ」(共作曲)
  - 「まっすぐのススメ!」(共作曲/共編曲)
  - 「約束」(共作詞)
  - 「惑星」（共作曲/共編曲）
- A.B.C-Z
  - 「Smiling Again」(共作曲)
  - 「BIG STAR」(共作曲)
  - 「ハッピー!ハッピー!」(共作曲)
  - 「メクルメク」(共作曲)
  - 「世界一」(共作詞/共作曲/編曲)
  - 「Naturally」(共作曲)
  - 「Future Light」(共作曲)
  - 「アキヅキ」(共作曲)
  - 「幸あれ」(共作曲)
  - 「DAN DAN Dance!!」(共作曲)
  - 「空」（編曲）
  - 「Only One!」(共作曲、共編曲)
  - 「Mr.DAZZLING」(共作曲)
  - 「Trust in yourself」(共作曲)
  - 「君じゃなきゃだめなんだ」(共作曲)
- ジャニーズWEST
  - 「バンザイ夢マンサイ!」(共作曲)
  - 「青春ウォーーー!!」（共作曲)
  - 「Time goes by」（共作曲)
  - 「ガッテン アンセム」(共作曲)
  - 「100% I Love You」(共作曲)
  - 「KIZUNA」(共作曲)
  - 「もう1%」(共作詞/共作曲/編曲)
  - 「僕ら今日も生きている」(共作曲)
  - 「青空願ってまた明日」(共作曲)
  - 「初恋」(共作曲、編曲)
  - 「傷だらけの愛」(作曲)
  - 「アメノチハレ」(作曲)
  - 「Candy Shop」(共作曲)
  - 「PUSH」(共作曲)
  - 「想イ、フワリ」(共作曲)
  - 「君のために歌わせて」(共作曲)
  - 「Calling」(共作曲)
  - 「微笑み一つ咲かせましょう」(共作曲/共編曲)
- King & Prince
  - 「Funk it up」(作曲)
  - 「ゴールデンアワー」(共作曲)
  - 「秋空」(共作曲)
  - 「Memorial」(作曲)
  - 「君を待ってる」(作曲/編曲/ギター)
  - 「Sha-la-laハジけるLove」(作曲/編曲/ギター)
  - 「Song for you ～君を信じて～」(作曲/編曲)
  - 「君に ありがとう」(作曲/ギター)
  - 「Alright」(作曲/編曲/ギター)
  - 「Smiling Forever」(共作詞/共作曲/共編曲)
  - 「Key of Heart」(共作詞/共作曲/共編曲)
  - 「Beating Hearts」(共作曲/共編曲)
  - 「雨音」(共作曲)
  - 「サマーデイズ」(共作曲)
  - 「You are my hero」(共作曲)
  - 「A Little Happiness」(共作曲)
- SixTONES
  - 「この星のHIKARI」(作詞/共作曲/編曲)
  - 「Dance All Night」(共作曲)
- Snow Man
  - 「ZIG ZAG LOVE」(共作曲)
  - 「Vanishing Over」（共作曲）
  - 「終わらないMemories」(作詞/共作曲/共編曲)
  - 「GRATITUDE」(作詞/共作曲)
  - 「One Heart」(共作曲)
  - 「ファンターナモーレ」(共作曲)
  - 「オレンジkiss」(共作曲/編曲)
  - 「ボクとキミと」（共作曲/編曲）
  - 「ココロヒトツ」（共作曲/編曲）
  - 「ドレス&タキシード」（作曲/編曲）
  - 「Dear,」（共作曲/編曲）
  - 「endless night」（共作詞/共作曲）
  - 「君へ贈る応援歌」（作詞/作曲/編曲）
- なにわ男子
  - 「なにわLucky Boy!!」(共作曲)
  - 「アオハル -With U With ME-」(作詞/共作曲)
  - 「Time View～果てなく続く道～」(作曲)
  - 「NANIWA‘n WAY」(共作詞/作曲)
- 木村拓哉
  - 「A Piece Of My Life」(共作曲)
  - 「Crazy Party」(共作曲)
- 内博貴
  - 「0の誓い」(共作曲)
- 中山優馬
  - 「とことん Got It!」(共作曲)
  - 「星屑TRAIN」(共作曲/編曲)
  - 「In The Name of LOVE」(共作曲)
  - 「Feeling Me Softly」(共作曲)
  - 「Summer Buddies」(共作曲)
- ジャニーズJr.
  - 「ガムシャララ」(作曲)
  - 「GO!」(共作曲)
  - 「SHOW & SHOW」(共作曲)
- 関西ジャニーズJr.
  - 「シルエット」(共作詞/共作曲)
  - 「星をさがそう」(共作曲)
  - 「Happy Happy Lucky You!!」(共作曲)
  - 「輝きを抱きしめて」(作詞/作曲)
- Travis Japan
  - 「Namidaの結晶」(作詞/共作曲)
  - 「GET ALIVE」(共作曲)
- 美 少年
  - 「Beautiful Love」(作曲)
- HiHi Jets
  - 「情熱ジャンボリー」(共作曲)
  - 「Make You Wonder」(共作曲)
- Lil かんさい
  - 「Tell me Tell me!!」(共作曲)
- AmBitious
  - 「Reach for the sky」(作曲/共編曲)
- HiHi Jets・美 少年
  - 「High Beat」(共作曲)
- 宇宙Six
  - 「Make My Day」(共作曲)
- Love-tune
  - 「This is Love Song」(共作曲)
- SHARK
  - 「KEEP WALKING」(共作曲)
- JOHNNYS' World 2015-2016
  - 「ALL I NEED」(共作曲)
- JOHNNYS' ALL STARS IsLAND
  - 「ALL STARS ISLAND」(共作曲)
- 滝沢歌舞伎2018
  - 「Thousand Suns」(共作曲)
- DREAM BOYS 2019
  - 「Walking To The End」(共作曲)

### アニメ・ゲーム

#### テレビアニメ
- 一騎当千
  - 一騎当千 DragonDestiny
    - 「いにしえの運命」- 関羽(CV.生天目仁美) (作曲)

  - 一騎当千 Great Guardians
    - 「もしも愛なら」- 周瑜公瑾(CV.日野聡)＆孫権仲謀(CV.堀江由衣) (作曲)
- 神曲奏界ポリフォニカ
  - 「REAL」- レンバルト(CV.小西克幸) (作曲)
- けいおん!
  - 「Dairyはフォルテシモ」- 琴吹紬(CV.寿美菜子) (作曲)
  - 「ウキウキNew! My Way」- 平沢憂(CV.米澤円) (作曲)
  - 「Coolly Hotty Tension Hi!!!」- 真鍋和(CV.藤東知夏) (作曲)
  - 「ふでペン ～ボールペン～」- 放課後ティータイム (作曲/編曲)
  - 「いちごパフェが止まらない」- 放課後ティータイム (作曲)
  - 「天使にふれたよ!」- 放課後ティータイム (作曲)
- G-SAVIOUR
  - 「Orb」- Emily(作詞/作曲)

#### ゲーム
- D.C.Girl's Symphony
  - 「最上LOVER!」- 四之宮稜平(CV.鈴木達央) (作曲)
- セイント・ビースト外伝『Others～もうひとつの扉～』
  - 「少年は羽ばたく夢を見る」- カナン(CV.水島大宙) (作曲・編曲)